# 動物愛護団体
動物愛護団体（どうぶつあいごだんたい）は、主として愛玩動物として家庭で飼育されている動物の虐待や遺棄の防止や、適正な飼育・取り扱いの普及啓発を推進するための団体で、全国的なものからローカルのものまでさまざまな団体が多数活動している。

## 日本での愛護運動
20世紀初頭には、動物虐待の防止があり、日本でも1902年に動物虐待防止会が結成された。動物虐待防止会は後に動物愛護会となる。
1915年、動物愛護会は東京の闘犬ブームを批判。翌1916年、警視庁が闘犬、闘牛、闘鶏を禁止するきっかけを作った。
第二次世界大戦後、1948年5月22日付で社団法人日本動物愛護協会が設立された。日本動物愛護協会はイギリスの王立動物愛護協会の支部として設立され、災害地の動物救助、ペットの里親探しや去勢の周知、闘犬など動物を戦わせることに反対した。
20世紀も後半になってくると、欧米で動物の倫理的扱いを求める人々の会（PETA）などによる動物の権利運動が活発になり、動物実験の反対をはじめ広範囲に活動を行っており、日本でも1980年代にはその影響で団体が作られた（第3期の日本の権利運動）。
全国の地方自治体に引き取られた犬猫を保護し、「保護犬」「保護猫」として新しい飼い主に引き渡す活動も盛んである。自治体が引き取る犬猫の数は減少が続いており、犬については、2000年度は28万匹あまりの犬が全国の自治体に引き取られていたが、2020年度には2万7635匹にまで減少した。
保護犬や保護猫が減少する中で、繁殖業者の犬猫を引き取る保護団体が増えており、本来縮小すべき繁殖業者の事業を手助けしている側面があることから「下請け愛護団体」として批判されている。公益財団法人動物環境・福祉協会Eva理事長の杉本彩は「繁殖業者の負担を肩代わりするような形での引き取りを続ければ、繁殖業者のもとで虐待的な扱いを受ける犬たちが存在する状態をエンドレスで維持することになる」と批判した。

## 動物愛護団体の課題
保護団体、個人ボランティア、団体に属しての一時預かりボランティアには動物取扱業の登録が義務付けられている。アメリカ合衆国の動物年間殺処分数は日本のそれと比較して多い。